# Lotus d'or (récompenses de cinéma)
Pour les articles homonymes, voir Lotus d'or.
Les Lotus d'or (vietnamien : Bông sen vàng) sont des récompenses cinématographiques décernées depuis 1973 lors du Festival du film vietnamien à Hanoï, dans cinq catégories : long métrage, direct-to-video, documentaire, film scientifique et film d'animation,. 
Leur attribution n'est pas obligatoire : le jury peut décider qu'aucun film du festival ne mérite la récompense. 
Il ne doivent pas être confondus avec les Cerf-volants d'or de l'Association vietnamienne du cinéma (vi).

## Palmarès
| Année (Cérémonie) | Titre français                        | Titre original                        | Réalisateur                           |
| ----------------- | ------------------------------------- | ------------------------------------- | ------------------------------------- |
| 1970 (1er)        | Nổi gió (vi)                          | Nổi gió (vi)                          | Huy Thành (vi) et Lê Bá Huyến         |
| 1970 (1er)        | Nguyễn Văn Trỗi (vi)                  | Nguyễn Văn Trỗi (vi)                  | Bùi Đình Hạc (vi) et Lý Thái Bảo (vi) |
| 1970 (1er)        | Người chiến sĩ trẻ (vi)               | Người chiến sĩ trẻ (vi)               | Hải Ninh (vi)                         |
| 1973 (2e)         | Chung một dòng sông (vi)              | Chung một dòng sông (vi)              | Nguyễn Hồng Nghi (vi) et Phạm Kỳ Nam  |
| 1973 (2e)         | Con chim vành khuyên (vi)             | Con chim vành khuyên (vi)             | Nguyễn Văn Thông (vi) et Trần Vũ (vi) |
| 1973 (2e)         | Chuyện vợ chồng anh Lực               | Chuyện vợ chồng anh Lực               | Trần Vũ (vi)                          |
| 1973 (2e)         | Madame Hau (vi)                       | Chị Tư Hậu                            | Phạm Kỳ Nam et Trần Thiện Liêm        |
| 1973 (2e)         | Đường về quê mẹ (vi)                  | Đường về quê mẹ (vi)                  | Bùi Đình Hạc (vi)                     |
| 1975 (3e)         | Đến hẹn lại lên (vi)                  | Đến hẹn lại lên (vi)                  | Trần Vũ (vi)                          |
| 1975 (3e)         | Em bé Hà Nội (vi)                     | Em bé Hà Nội (vi)                     | Hải Ninh (vi)                         |
| 1977 (4e)         | Sao tháng Tám (vi)                    | Sao tháng Tám (vi)                    | Trần Đắc (vi)                         |
| 1980 (5e)         | Cánh đồng hoang                       | Cánh đồng hoang                       | Hồng Sến                              |
| 1980 (5e)         | Những người đã gặp (vi)               | Những người đã gặp (vi)               | Trần Vũ (vi)                          |
| 1980 (5e)         | Mẹ vắng nhà (vi)                      | Mẹ vắng nhà (vi)                      | Nguyễn Khánh Dư                       |
| 1983 (6e)         | Thị xã trong tầm tay (vi)             | Thị xã trong tầm tay (vi)             | Đặng Nhật Minh                        |
| 1983 (6e)         | Về nơi gió cát (vi)                   | Về nơi gió cát (vi)                   | Huy Thành                             |
| 1985 (7e)         | Quand viendra le mois d'Octobre (vi)  | Bao giờ cho đến tháng Mười            | Đặng Nhật Minh                        |
| 1985 (7e)         | Xa và gần (vi)                        | Xa và gần (vi)                        | Huy Thành (vi)                        |
| 1987 (8e)         | Anh và em                             | Anh và em                             | Trần Vũ (vi) et Nguyễn Hữu Luyện      |
| 1987 (8e)         | Truyện cổ tích cho tuổi mười bảy (vi) | Truyện cổ tích cho tuổi mười bảy (vi) | Xuân Sơn                              |
| 1990 (9e)         | non attribué                          | non attribué                          | non attribué                          |
| 1993 (10e)        | Vị đắng tình yêu (vi)                 | Vị đắng tình yêu (vi)                 | Lê Xuân Hoàng                         |
| 1996 (11e)        | non attribué                          | non attribué                          | non attribué                          |
| 1999 (12e)        | Ngã ba Đồng Lộc (vi)                  | Ngã ba Đồng Lộc (vi)                  | Lưu Trọng Ninh (vi)                   |
| 2001 (13e)        | La Saison des goyaves                 | Mùa ổi                                | Đặng Nhật Minh                        |
| 2001 (13e)        | La Vie de sable (vi)                  | Đời cát                               | Nguyễn Thanh Vân                      |
| 2004 (14e)        | Người đàn bà mộng du (vi)             | Người đàn bà mộng du (vi)             | Nguyễn Thanh Vân (vi)                 |
| 2007 (15e)        | Hà Nội, Hà Nội (vi)                   | Hà Nội, Hà Nội (vi)                   |                                       |
| 2009 (16e)        | Đừng đốt (vi)                         | Đừng đốt (vi)                         | Đặng Nhật Minh                        |
| 2011 (17e)        | non attribué                          | non attribué                          | non attribué                          |
| 2013 (18e)        | Những người viết huyền thoại (vi)     | Những người viết huyền thoại (vi)     | Bùi Tuấn Dũng (vi)                    |
| 2013 (18e)        | Scandal: Bí mật thảm đỏ (vi)          | Scandal: Bí mật thảm đỏ (vi)          | Victor Vũ                             |
| 2015 (19e)        | Tôi thấy hoa vàng trên cỏ xanh        | Tôi thấy hoa vàng trên cỏ xanh        | Victor Vũ                             |
| 2017 (20e)        | Em chưa 18 (vi)                       | Em chưa 18 (vi)                       | Lê Thanh Sơn (vi)                     |
| 2019 (21e)        | Song lang (vi)                        | Song lang (vi)                        | Leon Lê                               |
| 2021 (22e)        | Mắt biếc (vi)                         | Mắt biếc (vi)                         | Victor Vũ                             |
| 2023 (23e)        | Cendres glorieuses                    | Tro tàn rực rỡ                        | Bùi Thạc Chuyên                       |